# Eazy-E
Eric Lynn Wright (Compton, 7 de setembro de 1964 — Los Angeles, 26 de março de 1995), conhecido profissionalmente como Eazy-E, foi um rapper americano que impulsionou o rap da costa oeste e o gangsta rap liderando o grupo N.W.A e sua gravadora, Ruthless Records. Ele é considerado um dos artistas mais influentes do Hip hop. Ainda em vida foi nomeado como "The Godfather of Gangsta Rap"
O "Padrinho do Gangsta Rap". Nascido e criado em Compton, Califórnia, Wright teve vários problemas legais antes de fundar a Ruthless em 1987. Depois de uma curta carreira solo com colaboração frequente com Ice Cube e Dr. Dre, eles se juntaram, formando o N.W.A, no final daquele ano. O primeiro álbum de estúdio do N.W.A, Straight Outta Compton, foi lançado em 1988. Controverso após o lançamento, agora é classificado entre os maiores e mais influentes álbuns de todos os tempos. O grupo lançou seu terceiro e último álbum de estúdio, Niggaz4Life, em 1991, e logo depois se separou.
Durante a divisão do N.W.A, em grande parte por disputas por dinheiro, Eazy-E se envolveu em amargas rivalidades com os membros do grupo Ice Cube e Dr. Dre, que partiram para carreiras solo em 1989 e 1991, respectivamente. Retomando sua carreira solo, Eazy-E lançou dois EPs. No entanto, ele permaneceu mais significativo nos bastidores, assinando e estreando nacionalmente o grupo de rap Bone Thugs-n-Harmony de 1993 a 1994. Em 1995, Eazy-E foi hospitalizado de repente e diagnosticado com Síndrome da imunodeficiência adquirida (AIDS) e morreu devido a suas complicações.

## Investimento no início da vida e na Ruthless Records
Eric Wright nasceu de Richard e Kathie Wright em 7 de setembro de 1964, em Compton, Califórnia, um subúrbio de Los Angeles que já foi conhecido por altas taxas de criminalidade e cultura de gangues. Seu pai era funcionário dos correios e sua mãe era administradora de uma escola primária. Wright abandonou o ensino médio na décima série, mas depois recebeu um diploma de equivalência geral (GED).
Wright se sustentou principalmente vendendo drogas. O empresário musical de Wright, Jerry Heller, lembra de ter visto Wright vendendo maconha, mas não cocaína. Heller afirmava que o rótulo de "traficante de drogas" de Wright fazia parte de sua "armadura autoforjada".  Wright também foi rotulado como um "bandido". Heller explica: "O bairro onde ele cresceu era um lugar perigoso. Ele era um cara pequeno. 'Thug' era um papel que era amplamente entendido na rua; dava a você um certo nível de proteção no sentido de que as pessoas hesitavam em foda-se com você. Da mesma forma, 'traficante de drogas' era um papel que lhe dava certos privilégios e respeito."
Em 1986, aos 22 anos, Wright supostamente ganhou até US$ 250.000 com o tráfico de drogas. No entanto, depois que seu primo foi baleado e morto, ele decidiu que poderia ter uma vida melhor na cena hip hop de Los Angeles, que estava crescendo rapidamente em popularidade. Ele começou a gravar músicas em meados da década de 1980 na garagem de seus pais, iniciando assim a Ruthless Records.

## Carreira musical

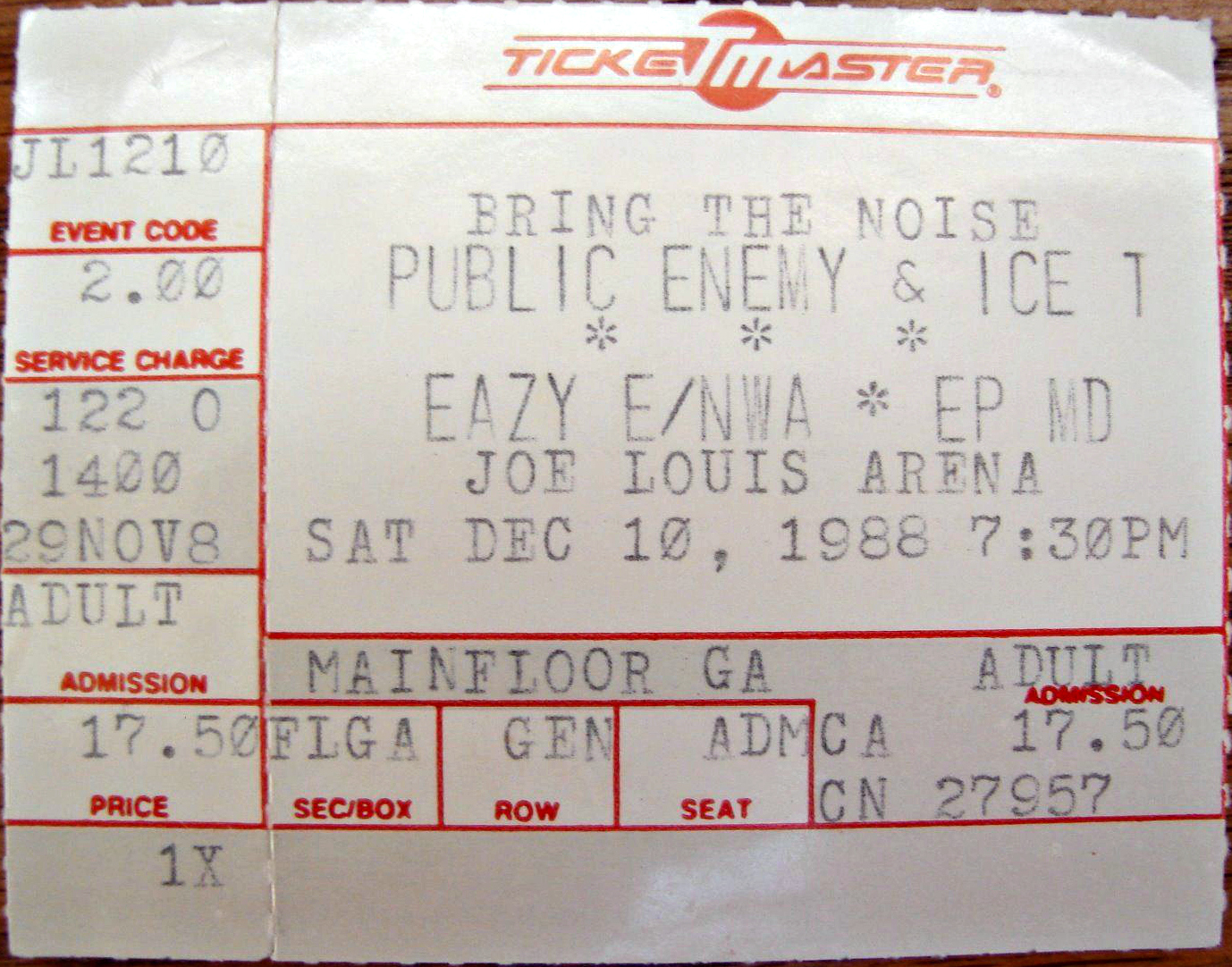
A concert ticket for the Public Enemy tour at the Joe Louis Arena in Detroit, Michigan on December 10, 1988. The concert featured Public Enemy, Ice-T, N.W.A, Eazy-E and EPMD.

### NWA eEazy-Duz-It(1986-1991)
A formação original do NWA (também chamada de "O Grupo Mais Perigoso do Mundo" ) consistia em Arabian Prince, Dr. Dre, Eazy-E e Ice Cube, DJ Yella e MC Ren se juntaram mais tarde. O álbum de compilação N.W.A. and the Posse foi lançado em 6 de novembro de 1987, e seria certificado Ouro nos Estados Unidos. O álbum apresentava material lançado anteriormente como singles no selo Macola Records, que foi responsável por distribuir os lançamentos da NWA e de outros artistas como Fila Fresh Crew, um rap da Costa Oeste grupo originalmente baseado em Dallas, Texas.
O álbum de estreia de Eazy-E, Eazy-Duz-It, foi lançado em 1988 e continha doze faixas. Foi rotulado como hip hop da Costa Oeste, gangsta rap e, mais tarde, como hip hop da idade de ouro. Vendeu mais de 2,5 milhões de cópias nos Estados Unidos e alcançou o número quarenta e um na Billboard 200. O álbum foi produzido por Dr. Dre e DJ Yella e amplamente escrito por MC Ren , Ice Cube e The DOC Tanto Glen Boyd do Seattle Post-Intelligencer quanto Jon Wiederhorn da MTV afirmaram que Eazy -Duz-It "abriu o caminho" para o álbum mais controverso do NWA, Straight Outta Compton. O único solo de Wright no álbum foi um remix da música "8 Ball", que apareceu originalmente no NWA and the Posse. O álbum contou com a escrita e performance de Wright; ele se apresentou em sete músicas e ajudou a escrever quatro músicas.
Ice Cube deixou a NWA em 1989 por causa de disputas internas e o grupo continuou como um conjunto de quatro peças.  NWA lançou 100 Miles and Runnin' em 1990 e Niggaz4Life em 1991. Uma guerra de diss começou entre NWA e Ice Cube quando "100 Miles and Runnin'" e "Real Niggaz" foram lançados. Ice Cube respondeu com "No Vaseline" no álbum Death Certificate.  Wright se apresentou em sete das dezoito músicas do Niggaz4Life.  Em março de 1991, Wright aceitou um convite para um almoço em benefício do Republican Senatorial Inner Circle, oferecido pelo então presidente dos Estados Unidos George H. W. Bush. Um porta-voz do rapper disse que Eazy-E apoiou Bush por causa de sua atuação na Guerra do Golfo.

### Fim da NWA e rivalidade com Dr. Dre (1991–1994)
N.W.A começou a se separar depois que Jerry Heller se tornou o empresário da banda. Dr. Dre lembra: "A separação veio quando Jerry Heller se envolveu. Ele jogou o jogo de dividir e conquistar. Em vez de cuidar de todo mundo, ele escolheu um mano para cuidar e esse era Eazy. E Eazy estava tipo, "Eu tenho cuidado, então foda-se." Dr. Dre e o DOC enviaram Suge Knight para investigar a situação financeira de Eazy-E quando começaram a suspeitar de Eazy-E e Jerry Heller. Dr. Dre e o DOC pediram a Eazy-E para liberá-los de Ruthless, mas Eazy-E recusou. O impasse levou ao que supostamente aconteceu entre Suge Knight e Eazy-E no estúdio de gravação onde Niggaz4Life foi gravado. Depois que ele se recusou a liberar o Dr. Dre e o DOC, Suge Knight disse a Eazy-E que ele havia sequestrado Jerry Heller e o mantinha prisioneiro em uma van. Isso não convenceu Eazy-E a liberar Dr. Dre e The DOC de Ruthless, e Suge Knight ameaçou a família de Eazy-E: Suge Knight deu a Eazy-E um pedaço de papel que continha o endereço da mãe de Eazy, dizendo a ele: "Eu sei onde sua mãe fica." Eazy-E finalmente assinou os lançamentos de Dr. Dre e The DOC, encerrando oficialmente o NWA.
Em 1993, Eazy-E compareceu regularmente ao tribunal na acusação dos policiais envolvidos no espancamento de Rodney King, muitas vezes ao lado de Theodore J. Briseno, que ele conheceu compartilhando o mesmo advogado. Eazy E disse: "A diferença é que a maioria das pessoas olha para o vídeo e diz que quatro policiais brancos foram responsáveis pelo espancamento desse homem negro inocente e indefeso. Eu digo: "Errado". Três oficiais brancos foram responsáveis por espancar Rodney King. O outro oficial (Theodore J. Briseno) é mexicano-americano, e ele tentou detê-los."Isso causou controvérsia na comunidade do hip-hop, com Willie D chamando Eazy E de "vendido".

## Vida pessoal
Wright teve um filho, Eric Darnell Wright (conhecido como Lil Eazy-E ), em 1984. Ele também teve uma filha chamada Erin, que mudou seu nome para Ebie. Em outubro de 2016, Ebie lançou uma campanha de financiamento coletivo para produzir um filme chamado Ruthless Scandal: No More Lies para investigar a morte de seu pai. Terminou sem sucesso em dezembro de 2016.
Wright conheceu Tomica Woods em uma boate de Los Angeles em 1991 e eles se casaram em 1995, 12 dias antes de sua morte. Eles tiveram um filho chamado Dominick e uma filha chamada Daijah (nascida seis meses após a morte de Wright). Após a morte de Wright, Ruthless foi assumido por sua esposa. De acordo com Jerry Heller, Wright teve 11 filhos com oito mulheres.

### Doença e morte

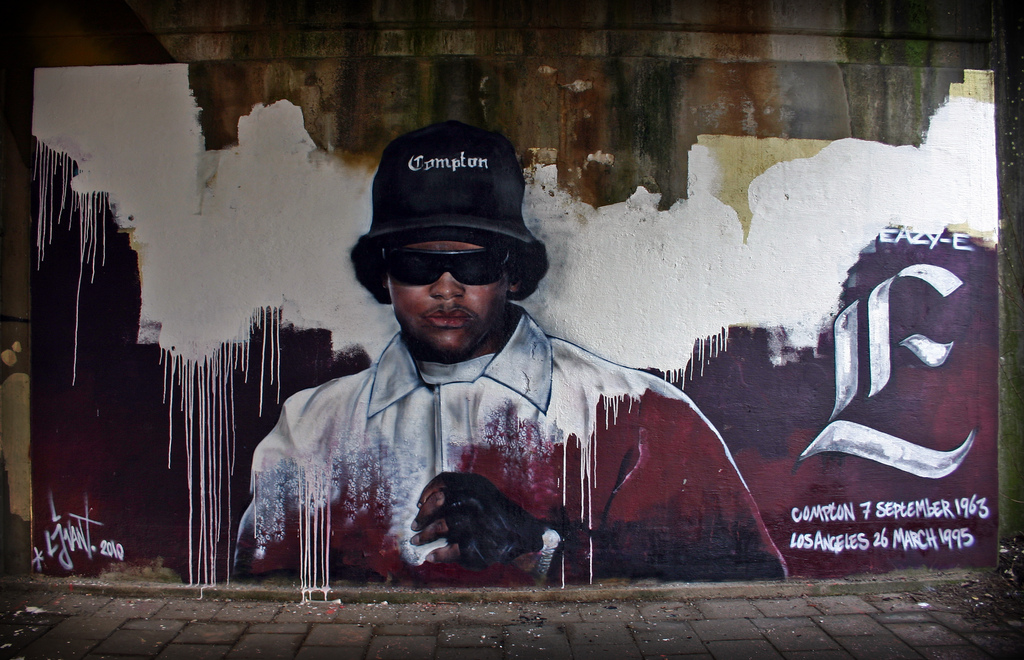
Graffiti de Eazy-E na Holanda

Em 24 de fevereiro de 1995, Wright foi internado no Cedars-Sinai Medical Center em Los Angeles com uma tosse violenta. Ele foi diagnosticado com HIV/AIDS. Ele anunciou sua doença em uma declaração pública em 16 de março de 1995. Acredita-se que Wright contraiu a infecção de uma parceira sexual. Durante a semana de 20 de março, já tendo feito as pazes com Ice Cube, ele redigiu uma mensagem final para seus fãs. Em 26 de março de 1995, Eazy-E morreu de pneumonia induzida pela AIDS, um mês após seu diagnóstico. Ele tinha 30 anos (a maioria dos relatos da época dizia que ele tinha 31 devido à falsificação de sua data de nascimento por um ano). Ele foi enterrado em 7 de abril de 1995, no Rose Hills Memorial Park em Whittier, Califórnia. Mais de 3.000 pessoas compareceram ao seu funeral, incluindo Jerry Heller e DJ Yella. Ele foi enterrado em um caixão de ouro e estava vestido com uma camisa de flanela, jeans e seu chapéu Compton. Em 30 de janeiro de 1996, dez meses após a morte de Eazy-E, seu último álbum, Str8 off tha Streetz of Muthaphukkin Compton, foi lançado.
De acordo com seu filho Lil Eazy-E, Eazy-E valia cerca de US $ 50 milhões no momento de sua morte.

## Influências musicais e estilo
Allmusic cita influências de Eazy-E como Ice-T, Redd Foxx, King Tee, Bootsy Collins, Run–D.M.C., Richard Pryor, Egyptian Lover, Schoolly D, Too $hort, Prince, Sugarhill Gang e George Clinton. No documentário The Life and Timez de Eric Wright, Eazy-E menciona colaborar com muitas de suas influências.
Ao rever Str8 off tha Streetz de Muthaphukkin Compton, Stephen Thomas Erlewine observou"... Eazy-E soa revitalizado, mas a música simplesmente não é imaginativa. Em vez de avançar e criar um estilo distinto, ele pisa território gangsta familiar, completo com baixo sem fundo, sintetizadores lamurientos e ostentação sem sentido." Ao revisar Eazy-Duz-It, Jason Birchmeier do Allmusic disse: "Em termos de produção, Dr. Dre e Yella fundem P-Funk, Def Jam- estilo hip-hop e os sons electro restantes de meados dos anos 80 em Los Angeles, criando um estilo próprio denso, funky e completamente único." Birchmeier descreveu o estilo de Eazy-E como "denso, único e funky", e disse que soava "absolutamente revolucionário em 1988".
Vários membros do N.W.A escreveram letras para Eazy-Duz-It: Ice Cube, The D.O.C. e MC Ren. O EP 5150: Home 4 tha Sick apresenta uma música escrita por Naughty By Nature. A faixa "Merry Muthaphuckkin' Xmas" apresenta Menajahtwa, Buckwheat e Atban Klann como vocalistas convidados, e "Neighborhood Sniper" apresenta Kokane como vocalista convidado. It's On (Dr. Dre) 187um Killa apresenta vários vocalistas convidados, incluindo Gangsta Dresta, B.G. Knocc Out. Kokane, Cold 187um, Rhythum D e Dirty Red. Str8 off tha Streetz do Muthaphukkin Compton contou com vários vocalistas convidados, incluindo B.G. Knocc Out, Gangsta Dresta, Sylk-E. Fyne, Dirty Red, Menajahtwa, Roger Troutman e ex-membros do N.W.A MC Ren e DJ Yella.

### Legado
Eazy-E foi chamado de "Padrinho do gangsta rap". Reid Shaheem, da MTV, disse que Eazy era um "pioneiro do rap", e às vezes é citado pelos críticos como uma lenda. Steve Huey da AllMusic disse que ele era "uma das figuras mais controversas do gangsta rap". Desde sua morte em 1995, muitos livros e biografias em vídeo foram produzidos, incluindo The Day Eazy-E Died and Dead and Gone, de 2002.
Dois de seus filhos hoje são rappers; um usa o nome artístico de Lil Eazy-E, e outro é sua filha, que gravou uma música em tributo ao pai. Lil' Eazy-E fez músicas com The Game e participou da trilha sonora do jogo True Crime com a música Get It Crackin. No videoclipe da música "Um Bom Lugar" do cantor brasileiro Sabotage (1973-2003), uma foto de Eazy-E aparece em um mural. Ryder Wilson, um personagem do jogo Grand Theft Auto: San Andreas foi inspirado no rapper Eazy-E e os produtores do jogo comprovam que Ryder foi criado em homenagem ao rapper. Foi criado em 2008 na cidade natal do cantor, em Compton, o "Dia de Eazy-E", celebrado em 7 de abril.

## Discografia

### Álbuns de estúdio
- Eazy-Duz-It (1988)
- Temporary Insanity (Perdido)
- Str8 off tha Streetz of Muthaphukkin Compton (1996)

### Extended plays (EP'S)
- 5150: Home 4 tha Sick (1992)
- It's On (Dr. Dre) 187um Killa (1993)
- Impact Of A Legend (2002)

### com N.W.A
- N.W.A. and the Posse (1987)
- Straight Outta Compton (1988)
- 100 Miles and Runnin' (1990)
- Niggaz4Life (1991)